# Deštná (okres Jindřichův Hradec)
Deštná (německy Deschna) je město v okrese Jindřichův Hradec v Jihočeském kraji. Leží přibližně patnáct kilometrů severozápadně od Jindřichova Hradce, na Dírenském potoce. Žije zde 754 obyvatel.

## Historie

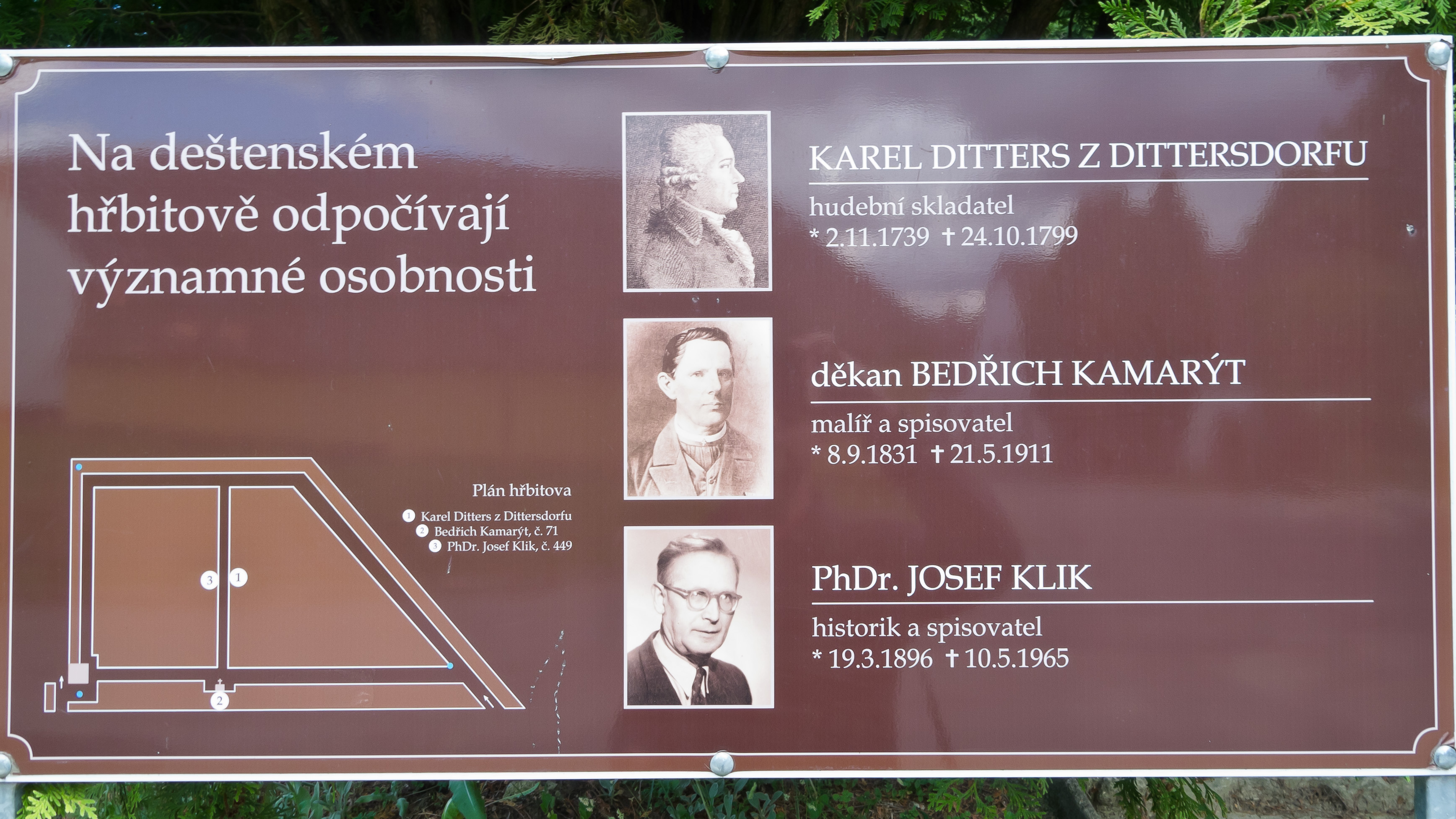
Informační tabule na hřbitově v Deštné

První písemná zmínka o Deštné pochází z roku 1294 z darovací listiny Oldřicha z Hradce. Původní název tohoto malého městečka byl „Deštenské Vrchy“, za války „Regenischen Hügel“ (pojmenováno po velmi deštivém místě, tedy kopců, té doby). 10. října 2006 byl obci vrácen status města.

## Obyvatelstvo
| Rok            | 1869  | 1880  | 1890  | 1900  | 1910  | 1921  | 1930  | 1950 | 1961 | 1970 | 1980 | 1991 | 2001 | 2011 | 2021 |
| -------------- | ----- | ----- | ----- | ----- | ----- | ----- | ----- | ---- | ---- | ---- | ---- | ---- | ---- | ---- | ---- |
| Počet obyvatel | 1 653 | 1 620 | 1 550 | 1 476 | 1 393 | 1 321 | 1 245 | 967  | 955  | 800  | 685  | 649  | 664  | 721  | 696  |
| Počet domů     | 258   | 264   | 261   | 259   | 261   | 257   | 264   | 272  | 254  | 231  | 220  | 284  | 305  | 313  | 323  |

## Městská správa

### Části města
Město Deštná se skládá ze dvou částí na dvou katastrálních územích.
- Deštná (k. ú. Deštná u Jindřichova Hradce)
- Lipovka (i název k. ú.)

Od 1. ledna 1975 do 31. prosince 1991 k městu patřila i Rosička, od 1. ledna 1976 do 31. prosince 1991 Annovice a Drunče a od 30. dubna 1976 do 30. června 1990 také Březina.

### Městské symboly
Vlajka byla městu udělena rozhodnutím předsedy Poslanecké sněmovny Parlamentu České republiky dne 14. června 2000.

## Pamětihodnosti
- Kostel svatého Ottona – v jádře románský kostel z doby před polovinou 13. století. Vrcholně gotický presbytář, loď barokně přestavěná v 18. století, věž ze 17. klasicistně upravená, renesanční sakristie. Hodnotný barokní mobiliář a vzácné barokní varhany.
- V jádře gotická fara, ve dvou pokojích jsou nástropní malby od Bedřicha Kamarýta[9]
- Poutní kaple svatého Jana Křtitele, ze začátku 17. století[9]
- Kaplička se smírčím kamenem
- Barokní kašna a sloup se sochou anděla z roku 1888
- Provaznické muzeum Karla Klika – otevřeno roku 1998 v bývalé provaznické dílně rodiny Kliků.[10]
- Letecké muzeum – otevřeno roku 2008 v budově bývalého kina.[11]

## Osobnosti
S obcí jsou spjaty tyto osobnosti:
- Tomáš Václav Bílek (1819–1903), středoškolský profesor a historik
- Karel Ditters z Dittersdorfu (1739–1799), hudební skladatel
- Bedřich Kamarýt (1831–1911), katolický kněz českobudějovické diecéze, monsignor, malíř a spisovatel
- Bohumil Jílek (1892–1963), československý politik, 4. předseda ÚV KSČ
- PhDr. Josef Klik (1896–1965), historik a spisovatel
- Vojtěch Pakosta (1846–1892), básník, kněz a překladatel

## Galerie

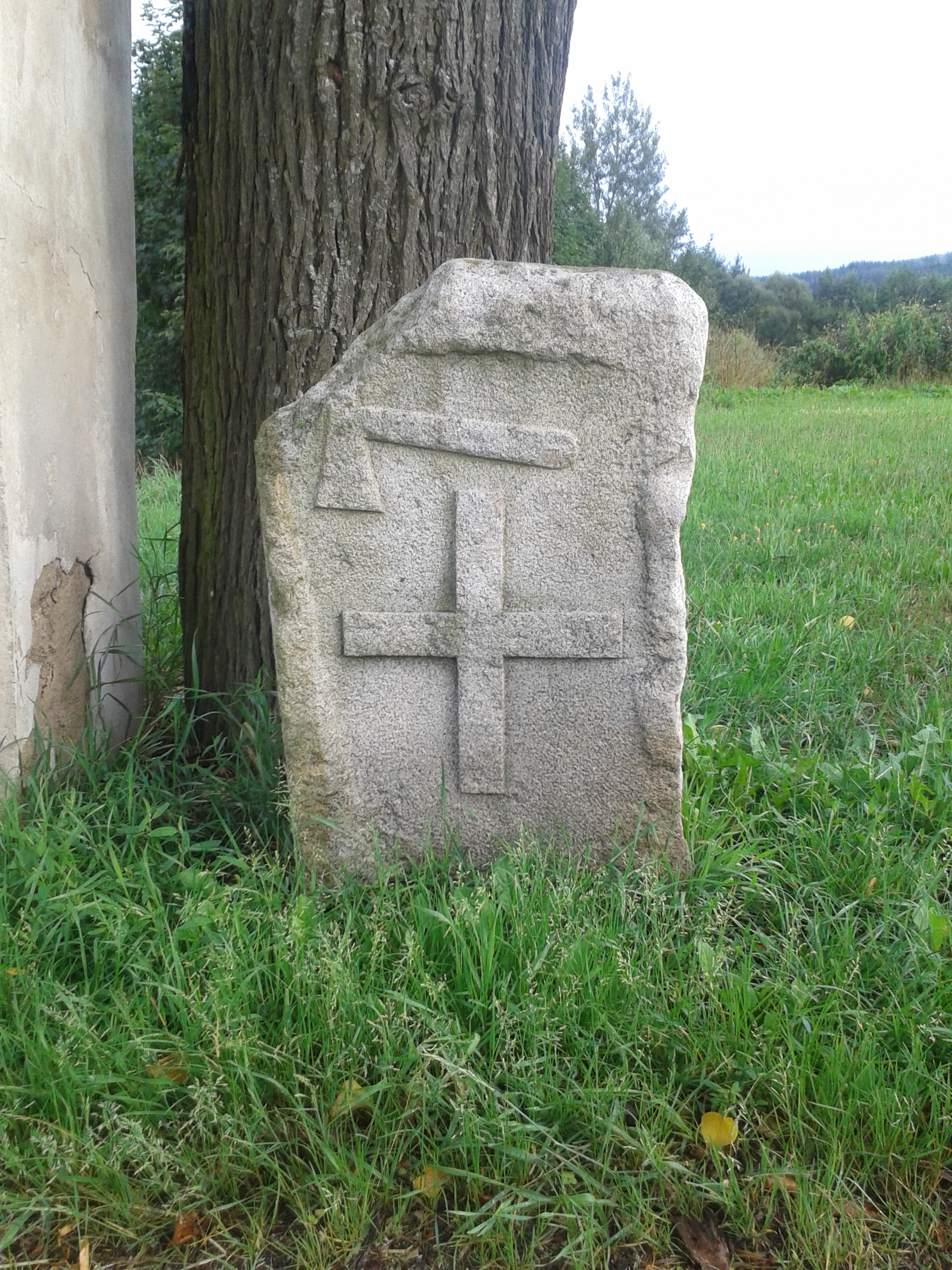
Smírčí kámen
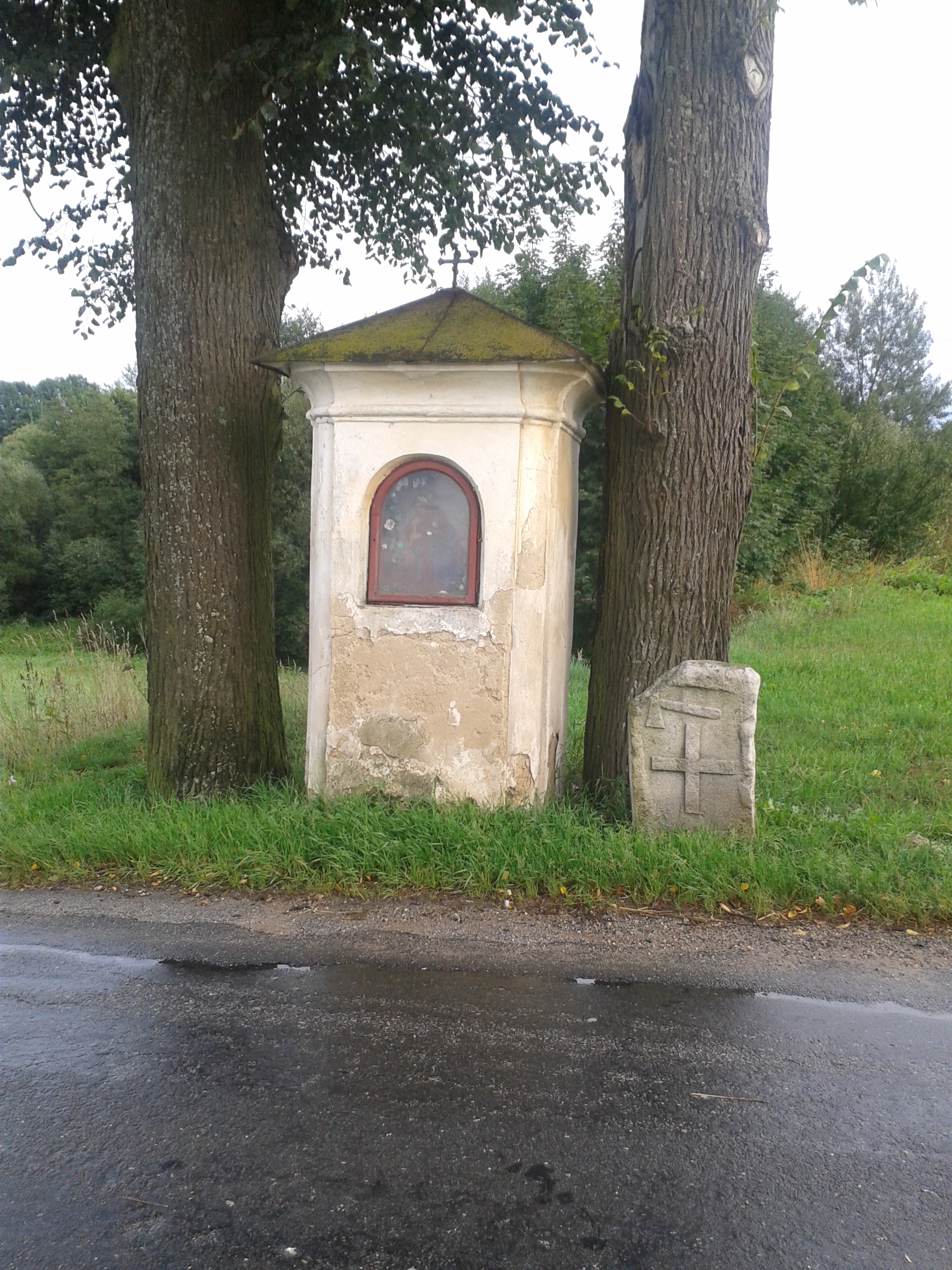
Kaplička
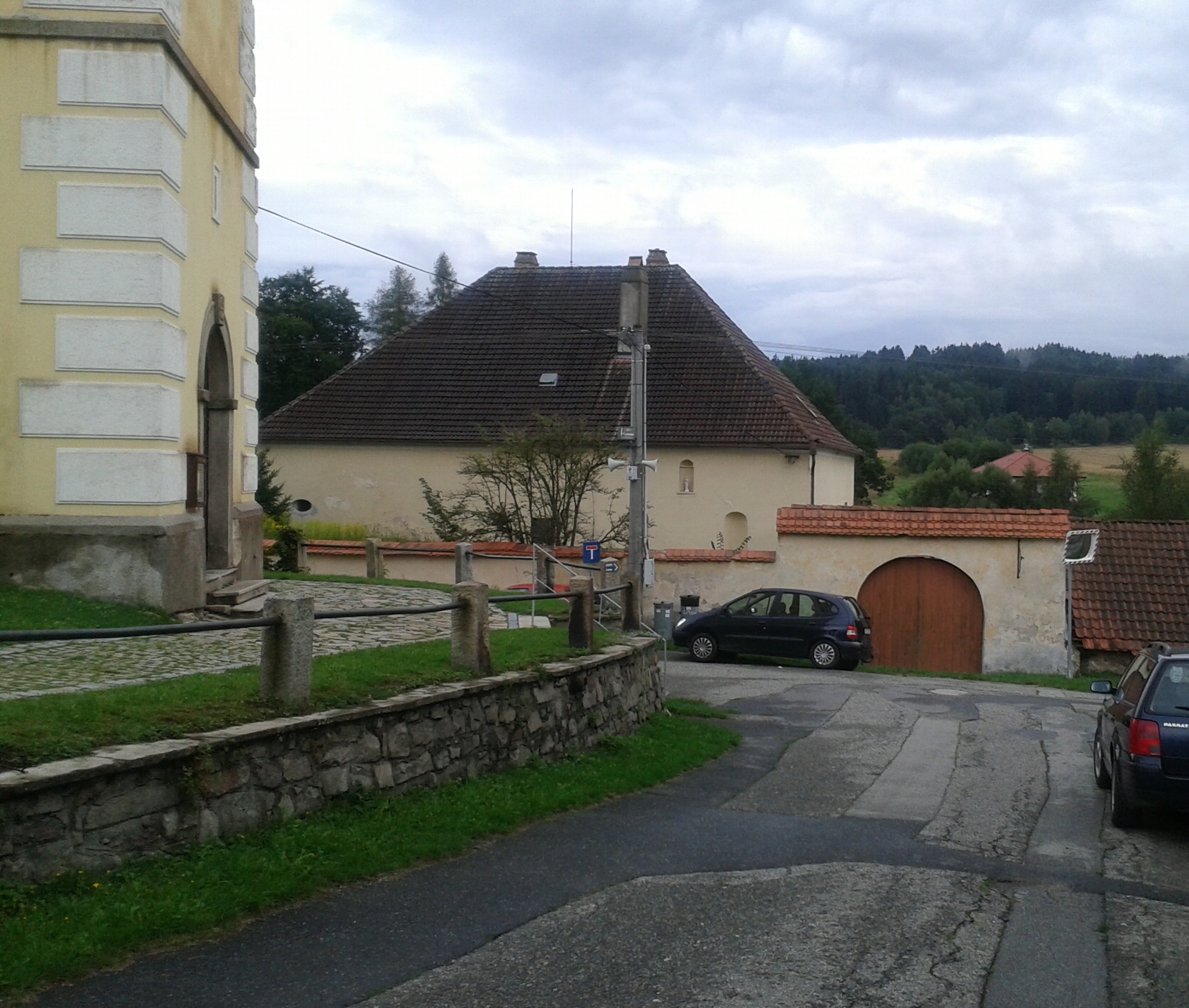
Fara
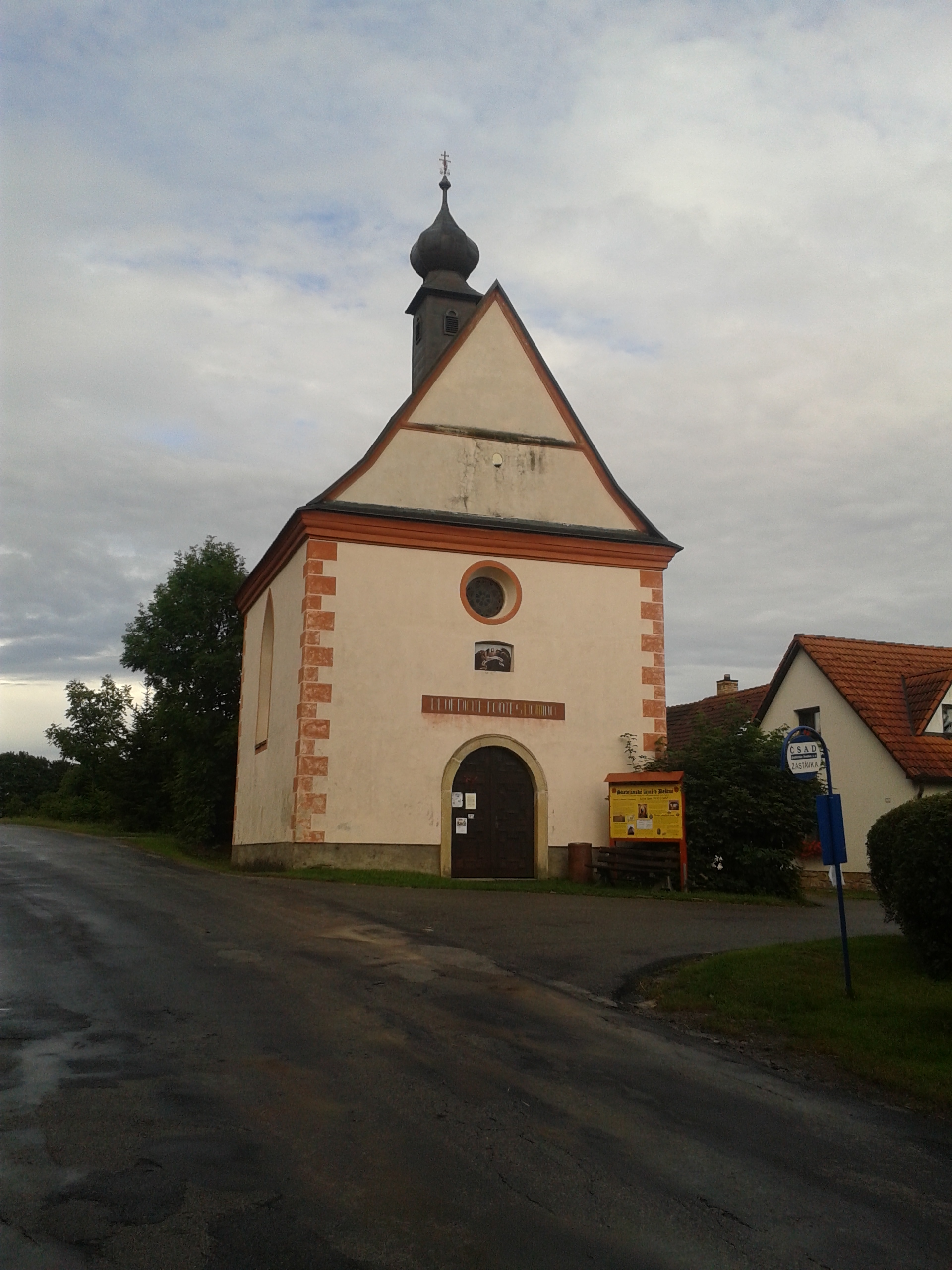
Kaple svatého Jana
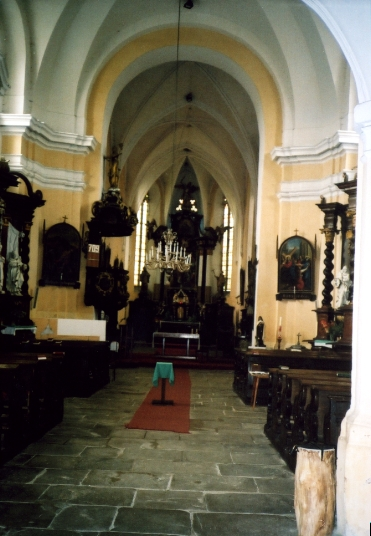
Interiér kostela svatého Ottona